# Parotis baldersalis
Parotis baldersalis là một loài bướm đêm trong họ Crambidae.